# Philodendron burle-marxii
Espèce
Philodendron burle-marxii est une espèce de plantes épiphytes du genre Philodendron, de la famille des Araceae.
Il pousse principalement dans le biome tropical humide. Son aire de répartition naturelle est l'Amérique du Sud et s'étend de la Colombie à l'Équateur et au Nord du Brésil.
Nommé d'après l'architecte paysagiste Roberto Burle Marx,, c'est l'une des plus de 50 plantes qui portent son nom. Cet aroïde aux étamines hypogées peut grimper et a des feuilles vertes en forme de cœur.

## Systématique
Le nom correct complet (avec auteur) de ce taxon est Philodendron burle-marxii G.M.Barroso.